# 阿莫罗茨-叙科斯
阿莫罗茨-叙科斯（法語：Amorots-Succos，法語發音：[amɔʁɔts sykɔs]）是法国大西洋比利牛斯省的一个市镇，属于巴约讷区。该市镇于1841年由原市镇阿莫罗茨（Amorots）和叙科斯（Succos）合并而成。

## 地理
阿莫罗茨-叙科斯（43°21'55"N, 1°6'44"W）面积15.2 平方千米，位于法国新阿基坦大区大西洋比利牛斯省，该省份为法国东南部省份，涵盖了贝阿恩与北巴斯克，西临大西洋比斯開灣，北至朗德省，东北接热尔省，东临上比利牛斯省，南与西班牙接壤。
与阿莫罗茨-叙科斯接壤的市镇（或旧市镇、城区）包括：阿罗特-沙里特、贝吉奥、茹瓦约斯河畔贝里、马斯帕罗特、梅阿兰、奥雷格、圣马丹达尔贝鲁。
阿莫罗茨-叙科斯的时区为UTC+01:00、UTC+02:00（夏令时）。

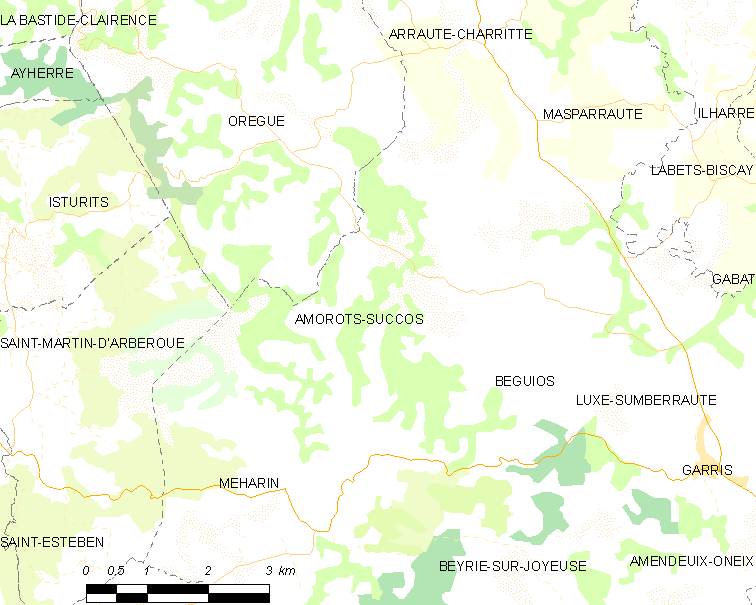
阿莫罗茨-叙科斯的OSM定位图

## 行政
阿莫罗茨-叙科斯的邮政编码为64120，INSEE市镇编码为64019。

## 政治
阿莫罗茨-叙科斯所属的省级选区为比达什地区-阿米库塞-奥斯蒂巴尔县。

## 人口

1962-2008年间阿莫罗茨-叙科斯人口变化图示

阿莫罗茨-叙科斯于2022年1月1日时的人口数量为224人。